# Team Reinert Adventure
Team Reinert Adventure ist ein deutsches Truck-Racing-Team, das für die Team-Wertung der Truck-Racing-Europameisterschaft 2014 gegründet wurde.

## Team-Mitglieder
Das Team setzte sich ursprünglich aus den beiden MAN-Rennfahrern Jochen Hahn (Team Hahn Racing) und René Reinert (Team Reinert Racing) zusammen. Die Zusammensetzung änderte sich jedoch später.
- 2014: Jochen Hahn (Team Hahn Racing) und René Reinert (Team Reinert Racing), beide auf MAN aus dem Hause Hahn
- 2015: Jochen Hahn (Team Hahn Racing) und René Reinert (Team Reinert Racing), beide auf MAN aus dem Hause Hahn[1]
- 2016: Jochen Hahn (Team Hahn Racing) und René Reinert (Team Reinert Racing), beide auf MAN aus dem Hause Hahn
- 2017: Steffi Halm (Team Reinert Racing) und Sascha Lenz (S.L. Truck Racing Team), beide auf MAN
- 2018: René Reinert (Team Reinert Racing) und Sascha Lenz (S.L. Truck Racing Team), beide auf MAN

## Teamergebnisse
- 2014: 3. Platz in der Team-Wertung der Truck-Racing-Europameisterschaft mit 533 Punkten
- 2015: 3. Platz in der Team-Wertung der Truck-Racing-Europameisterschaft mit 755 Punkten
- 2016: Team-Europameister mit 735 Punkten[2]
- 2017: 3. Platz in der Team-Wertung der Truck-Racing-Europameisterschaft mit 505 Punkten